# Pobojowisko
Pobojowisko – polski film sensacyjny z 1984 roku w reżyserii Jana Budkiewicza. Film powstał na podstawie powieści Wacława Bilińskiego pt. Wrócić do siebie. 

## Fabuła
Jesień 1945 roku. Zdemobilizowany oficer Bogdan Łanowiecki (Janusz Nowicki), cierpiący na pourazową epilepsję, osiedla się w Pobojowisku, nadmorskim miasteczku na Ziemiach Odzyskanych. Tu wciąż jeszcze odzywają się echa wojennych porachunków, wybuchają strzelaniny, giną ludzie. Łanowiecki zaczyna współpracować z MO. Wkrótce zostaje postrzelony burmistrz. Łanowiecki zaczyna tropić bandytów.

## Obsada
- Janusz Nowicki jako Bogdan Łanowiecki
- Wiesław Wójcik jako Gradkowski
- Jacek Kałucki jako Piotrowski
- Janusz Krawczyk jako Dziewiczko
- Henryk Giżycki jako doktor Ochman
- Karin Gregorek jako Mathilde von Paulitzky
- Jacek Strama jako Wróbel
- Halina Bednarz jako Łucja
- Adam Trela jako Mularz
- Zygmunt Malanowicz jako Łoś
- Ryszard Sobolewski jako Ub-ek
- Mieczysław Janowski jako Mazur

i inni

## Plenery
- Białogard, Słupsk, Ustka, Sławno, Objazda, Kołobrzeg.